# Concerto de Paris (Lancen)
Concerto de Paris is een compositie voor pianosolo en harmonieorkest van de Franse componist Serge Lancen. Na Parade Concerto is dit het tweede werk van Lancen voor piano en harmonieorkest. Het is geschreven ter gelegenheid van het vijftigjarig jubileum van muziekuitgeverij Molenaar in Wormerveer. 